# Камеамеа I
Камеаме́а I или Камехаме́ха I (гав. Kamehameha [kəmehəˈmɛhə]; ок. 1758 — 8 мая 1819) — первый гавайский король. В старой литературе известен как Тамеамеа.

## Биография
Камеамеа родился в районе Кохала в семье племенного вождя и дочери бывшего гавайского алии-нуи. При рождении ему дали имя Пайеа — «Мягкопанцирный краб». Когда он был ещё ребёнком, гавайские жрецы и мистики предсказывали, что Пайеа станет бесстрашным завоевателем, который разобьёт всех соперников. Услышав это, дедушка мальчика приказал убить ребёнка, но того тайно похитили, и он вырос в уединении, поэтому получил имя Камеамеа — «Очень одинокий человек» или «Тот, кого отдалили».
Камеамеа, потомок легендарного Нанаулу, установил партнёрские отношения с Англией, США и Францией. С помощью европейского оружия и советников покорил и объединил крупнейшие Гавайские острова в Гавайское королевство в 1810 году.
Получив ружья и боеприпасы к ним от британских и американских торговцев, Камеамеа с 10 тысячами воинов в 1795 году практически молниеносно захватил острова Мауи и Оаху. Ожесточённое сопротивление королю было оказано лишь на скалах Пали. Независимыми оставались только два западных острова — Кауаи и Ниихау. Построив в своей столице Гонолулу[уточнить] огромный боевой корабль, Камеамеа в 1796 году предпринял попытку высадки на Кауаи, однако поднятое его родным братом восстание на Большом острове вынудило его прервать вторжение. В 1803 году Камеамеа вновь попытался высадиться на Кауаи, однако снова столкнулся с препятствиями — на этот раз в стане его солдат вспыхнула смертельная болезнь; её подхватил и сам Камеамеа, но вскоре пошёл на поправку. С величайшей армадой в гавайской истории, кораблями европейского типа и большими боевыми каноэ, оснащёнными пушками, он заставил Каумуалии, правителя Кауаи, капитулировать. При этом король острова Кауаи стал его вассалом, но сохранил автономию.
Получивший прозвище «Тихоокеанский Наполеон», Камеамеа был не только завоевателем. Он унифицировал законодательство, создал налоговую систему, начал активную торговлю с Европой и США. Более того, он предвосхитил не только будущую гавайскую конституцию, но и современное гуманитарное законодательство, приняв первый письменный закон Гавайев — «Закон о сломанном весле» (Канаваи Мамалахоэ). Название закону дал случай, произошедший во время одного из первых набегов Камеамеа. Двое испуганных местных рыбаков, обнаружив споткнувшегося о камень Камеамеа и боясь, что этот воин может угрожать им, со всей силы ударили его по голове веслом, которое при этом раскололось, после чего сбежали, оставив Камеамеа умирать. Через двенадцать лет этих рыболовов нашли, чтобы отдать под суд (по крайней мере, им так казалось). Однако король, напротив, принёс им извинение за нападение, одарил обоих землёй и пообещал, что отныне все гражданские некомбатанты (включая стариков, женщин и детей) во время войны будут защищены от посягательств со стороны воюющей армии.
Камеамеа сохранил политическую, культурную и религиозную независимость Гавайев в период своего правления, в то время как большинство остальных полинезийских островов были покорены западными колониальными империями.
В 1778 году Камеамеа встречался с Капитаном Куком , а в 1816 году — с русским мореплавателем Отто Коцебу. В петербургском музее Академии художеств хранится его портрет, написанный М. Т. Тихоновым.

## Память
Именем Камеамеа (Камехамеха) были названы:
- Атомная подводная лодка с баллистическими ракетами ВМС США «Камехамеха» (SSBN-642)[англ.] была на боевом дежурстве в 1965—2002 годах.
- сериал Вождь войны